# Třída Tchongjong
Třída Tchongjong jsou záchranné lodě námořnictva Korejské republiky. Do roku 2017 byla v programu ATS-II postavena jedna loď této třídy. Mezi úkoly plavidla patří pomoc ztroskotaným lodím, popř. vyhledávání a vyzvedávání v moři potopených plavidel, ponorek, nebo letadel. Tchongjong je prvním plavidlem tohoto typu zkonstruovaným výhradně s využitím domácích technologií.

## Stavba
K vývoji záchranné lodě ATS-II významně přispělo potopení jihokorejské korvety Čchonan (PCC-772), ke které tehdy dostupná záchranná loď doplula až za dva dny a kvůli absenci vlastního sonaru musela vrak hledat s pomocí jiných plavidel.
Tchongjong postavila jihokorejská loděnice Daewoo Shipbuilding & Marine Engineering (DSME) v Okpo. Na vývoji plavidla se podílela také vládní agentura Defense Acquisition Program Administration (DAPA). Stavba Tchongjong byla zahájena v listopadu 2010 a dne 4. září 2012 byla loď spuštěna na vodu.
Dokončené plavidlo mělo být do služby přijato v říjnu 2013, ve skutečnosti však neprošlo zkouškami a námořnictvo jej odmítlo převzít. Hlavním problémem bylo použití nevyhovujícího civilního sonaru, obvykle používaného rybářskými plavidly k vyhledávání hejn ryb. Požadavkům nevyhověl také dálkově ovládaný podmořský prostředek, tedy další systém klíčový pro fungování záchranné lodě. Později byla stavba plavidla označena za ukázkový příklad korupce ve zbrojním průmyslu. Provedený audit mimo jiné prokázal, že ministerstvo obrany zaplatilo 3,58 milionů dolarů za nevyhovující sonar, jehož skutečná hodnota byla 180 000 dolarů. Věc se stala všeobecně známou po potopení trajektu MV Sewol v dubnu 2014. Záchranná loď Tchongjong v hodnotě 154 milionů dolarů se tehdy vůbec nezapojila do záchranných prací, což vyvolalo velké pobouření veřejnosti.
Teprve v listopadu 2014 jihokorejské námořnictvo rozhodlo, že plavidlo zařadí do služby navzdory stále nevyřešeným problémům se sonarem a miniponorkou. Plavidlo mělo do služby vstoupit na konci roku 2014, přičemž doba potřebná na odstranění uvedených nedostatků byla odhadována na dva roky.
Jednotky třídy Tchongjong:
| Jméno                    | Spuštěna          | Vstup do služby   | Status  |
| ------------------------ | ----------------- | ----------------- | ------- |
| ROKS Tchongjong (ATS-31) | 4. září 2012      | 30. prosinec 2014 | aktivní |
| ROKS Kwangjang (ATS-32)  | 30. červenec 2015 | 10. říjen 2016    | aktivní |

## Konstrukce

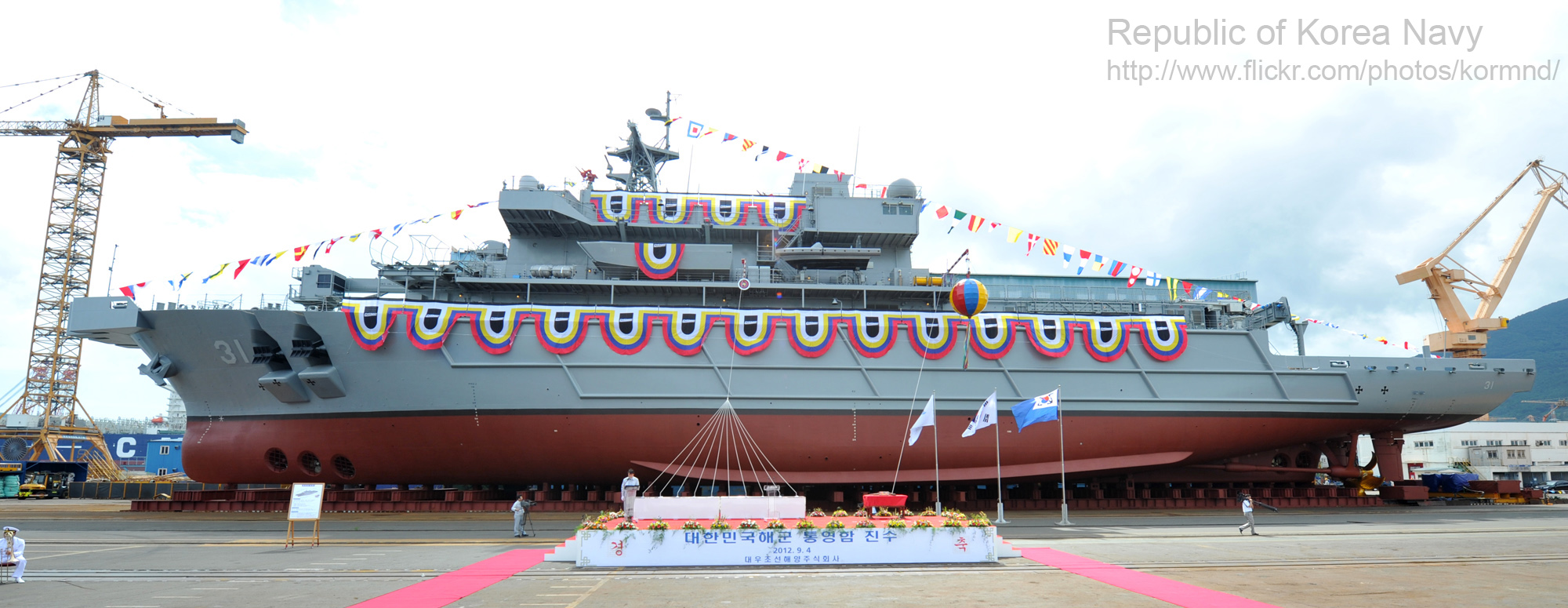
Tchongjong (ATS-31)

Plavidlo dokáže vléct loď o výtlaku 15 000 tun. Je vybaveno sonarem a dálkově ovládanými podmořskými prostředky, které mohou operovat ve hloubce až 3000 metrů. Na zádi se nachází přistávací plocha pro střední vrtulník. Nejvyšší rychlost dosahuje 21 uzlů.